# IC 322
IC 322 ist eine Spiralgalaxie vom Hubble-Typ Sbc im Sternbild Stier auf der Ekliptik. Sie ist schätzungsweise 411 Mio. Lichtjahre von der Milchstraße entfernt und hat einen Durchmesser von etwa 110.000 Lj.
Im selben Himmelsareal befinden sich u. a. die Galaxien IC 1918 und IC 1930.
Das Objekt am 15. Dezember 1892 vom französischen Astronomen Stéphane Javelle entdeckt.